# Architecture coloniale néerlandaise
L'architecture coloniale néerlandaise est l'ensemble des divers styles architecturaux des constructions réalisées par les colons dans les territoires de l'empire colonial néerlandais. Bien que la plupart des bâtiments aient été conçus par des Néerlandais et construits selon des codes occidentaux, la conception d'aucun édifice n'a échappé aux influences locales et à la prise en compte des conditions propres au territoire. L'architecture coloniale néerlandaise est ainsi souvent le résultat d'accommodements au climat, couplé à l'utilisation de matériaux locaux et d'une adaptation aux contextes culturels et sociaux.
L'architecture coloniale néerlandaise est présente en Indonésie (en particulier à Java et à Sumatra), en Amérique, en Asie du Sud-Est et en Afrique du Sud.

## Amérique

### Nouvelle-Néerlande

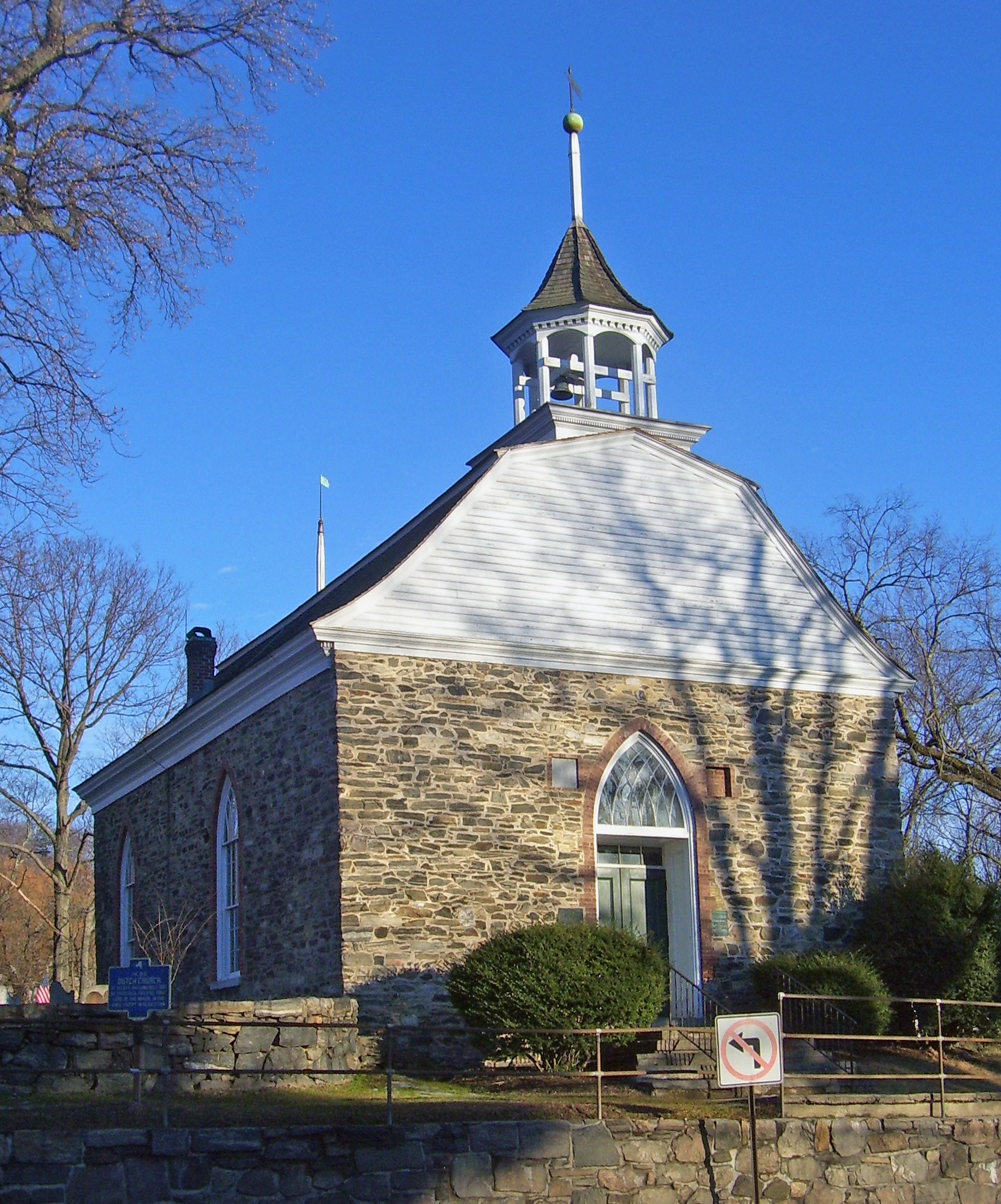
L'ancienne église néerlandaise réformée, construite en 1699 à Sleepy Hollow.

La Nouvelle-Néerlande est une colonie néerlandaise constituée en 1624 comprenant des territoires situés en Amérique du Nord. La colonie fut cédée aux Anglais en 1674. Au début du XVIIe siècle, les colons néerlandais ne purent construire leurs édifices qu'à partir des ressources locales, c'es-à-dire essentiellement en bois. Les maisons ne comptaient alors qu'un étage, et certaines ne tardèrent pas à être construites en moellons, à l'instar de la maison Abraham Manee à Staten Island. Le bois de la charpente provenait d'arbres coupés sur la propriété ou présents à immédiates proximité. A l'intérieur, les colons enduisaient les murs et le plafond d'argile et de dépôts divers mêlés à du crin de cheval pour garantir une meilleure résistante de l'enduit, sur le bois grossièrement taillé. 
Les caractéristiques communes générales de l'architecture coloniale néerlandaise en Amérique du Nord sont : 
- l'usage de mansardes comportant des avant-toits évasés ;
- l'usage de portes hollandaises (ou demi-portes) ;
- l'usage de cheminées en briques construites aux extrémités des pignons[1].

### Indes occidentales néerlandaises
Les Indes occidentales, en Amérique, se divisaient en deux régions :

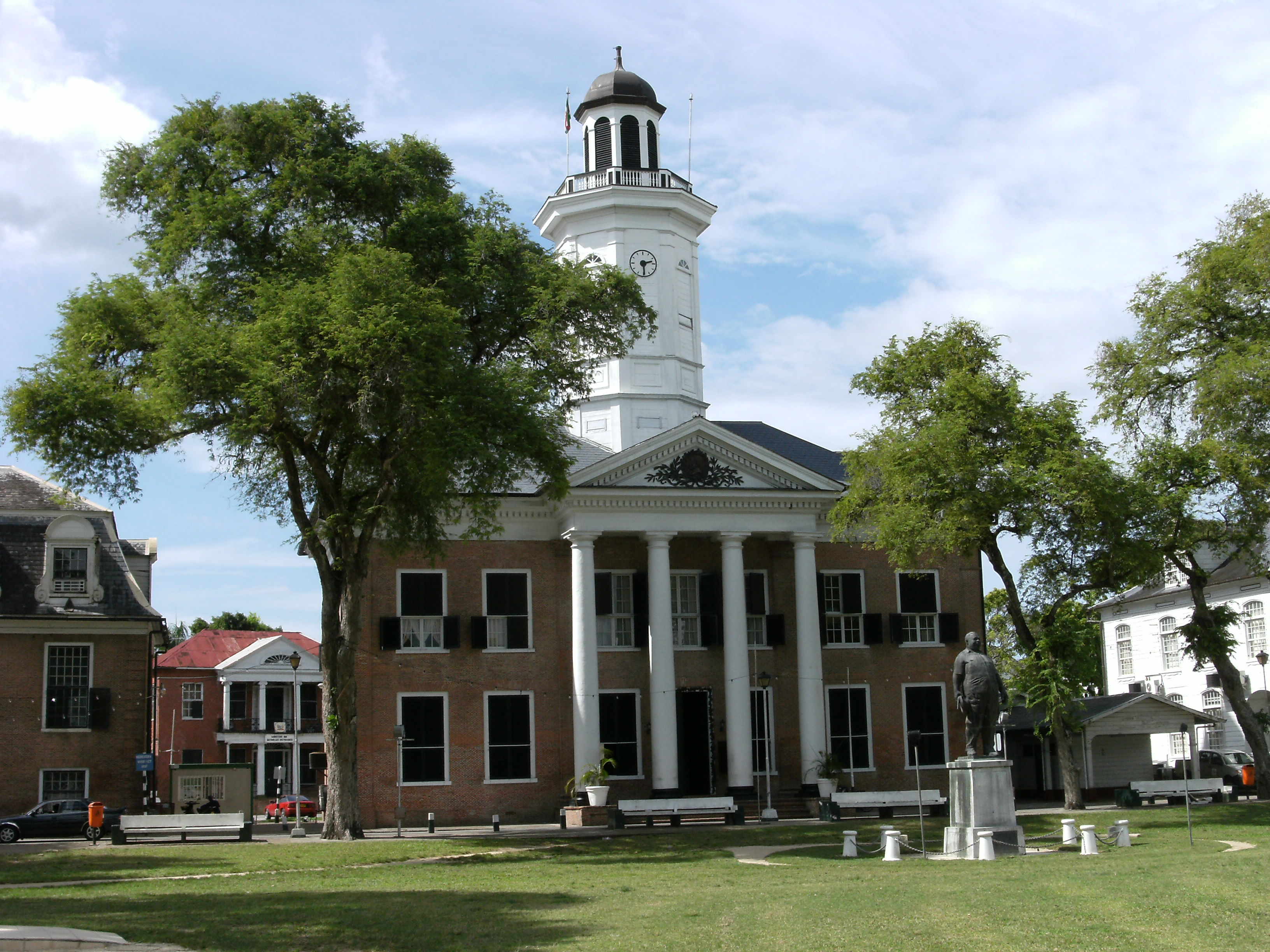
Le ministère des finances du Suriname, construit en 1841 à Paramaribo.

- Le Penhagebouw est une ancienne maison de commerce construite au début du XVIIIe siècle à Curaçao.Le ministère des finances du Suriname, construit en 1841 à Paramaribo.Les Antilles néerlandaises, comprenant deux groupes d'îles : au sud les îles Sous-le-Vent formées par Curaçao, Bonaire et Aruba, et à l'est les îles du Vent (ou petites Antilles), comprenant Saint-Eustache et Saba. Les Pays-Bas possédaient également le sud de l'île Saint-Martin (le nord appartenant à la France)[2]. Depuis 2010, Curaçao et la partie néerlandaise de l'île de Saint-Martin forment deux États autonomes au sein du royaume des Pays-Bas,à l'instar de l'île d'Aruba qui est autonome depuis 1986, tandis que les îles de Bonaire, Saba et Saint-Eustache constituent des municipalités à statut particulier des Pays-Bas, sous le nom de Pays-Bas caribéens. Le centre historique de Willemstad, la capitale de Curaçao, est aujourd'hui classé au patrimoine mondial par l'Unesco[3]. La plupart des édifices classés datent du XVIIIe siècle mais le quartier le plus ancien, Punda, date du XVIIe siècle. L'architecture des édifices construits à Willemstad est de style hollandais (par la présence de pignons à volute et par les détail décoratifs) mais s'adapte aux conditions locales par l'emploi du stuc peint de couleurs vives et par la construction de galeries couvertes[4].

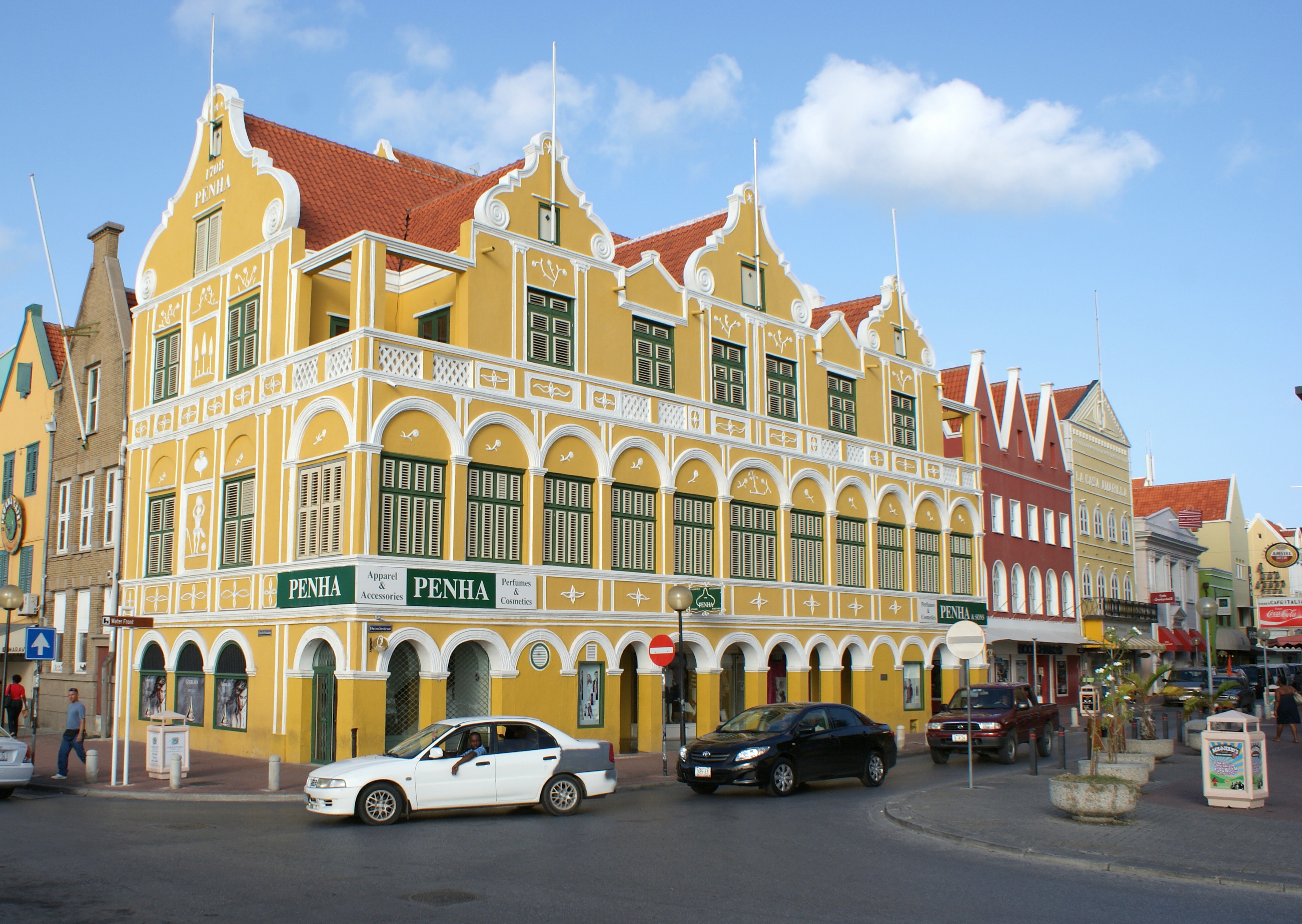
Le Penhagebouw est une ancienne maison de commerce construite au début du XVIIIe siècle à Curaçao.

- La Guyane hollandaise (actuel Suriname), la capitale Paramaribo est une ville au caractère spécifiquement hollandais, subsistent néanmoins certaines traditions constructives locales. Les édifices importants y étaient construits en brique tandis que les maisons étaient traditionnellement faites de bois peint en gris. De très nombreux canaux ont été creusés par les néerlandais, qui avaient également percé dans la ville de larges avenues sablées[2]. Classé au patrimoine mondial de l'humanité, le centre historique se compose d'édifices datant du XVIIe siècle et du XVIIIe siècle. Les néerlandais ont pu grâce à leur propre expérience étendre la ville sur des terres marécageuses. Les grands monuments sont le Fort Zeelandia construit à partir du XVIIe siècle, l'actuel palais présidentiel construit en pierre et en bois, datant de 1730, le ministère des finances en brique datant de 1841, l'église réformée néo-classique datant de 1837 et l'église catholique construite en bois en 1885 dans le style néogothique[5]. Le territoire de la Nouvelle-Hollande au Brésil a appartenu aux néerlandais de 1630 à 1654, sa capitale était alors Mauritstadt, c'est-à-dire Recife.

## Asie

### Indes orientales néerlandaises

L'église Blenduk, construite en 1753 à Semarang.

Les Indes orientales, en Asie du Sud-Est, s'étiraient sur 18 600 000 km² et comprenaient au début du XXe siècle près de 30 millions d'habitants. Elles forment l'actuelle Indonésie. La capitale des Indes orientales était Batavia, fondée en 1619 à la suite de la destruction de l'ancienne capitale Jakarta en raison des révoltes javanaises de 1618.
Batavia, actuelle Jakarta, située sur l'île de Java, était composée de trois parties :
- La ville basse (ou vieille Batavia), où se trouvaient les comptoirs tenus par des européens, ainsi que des hôtels[6].

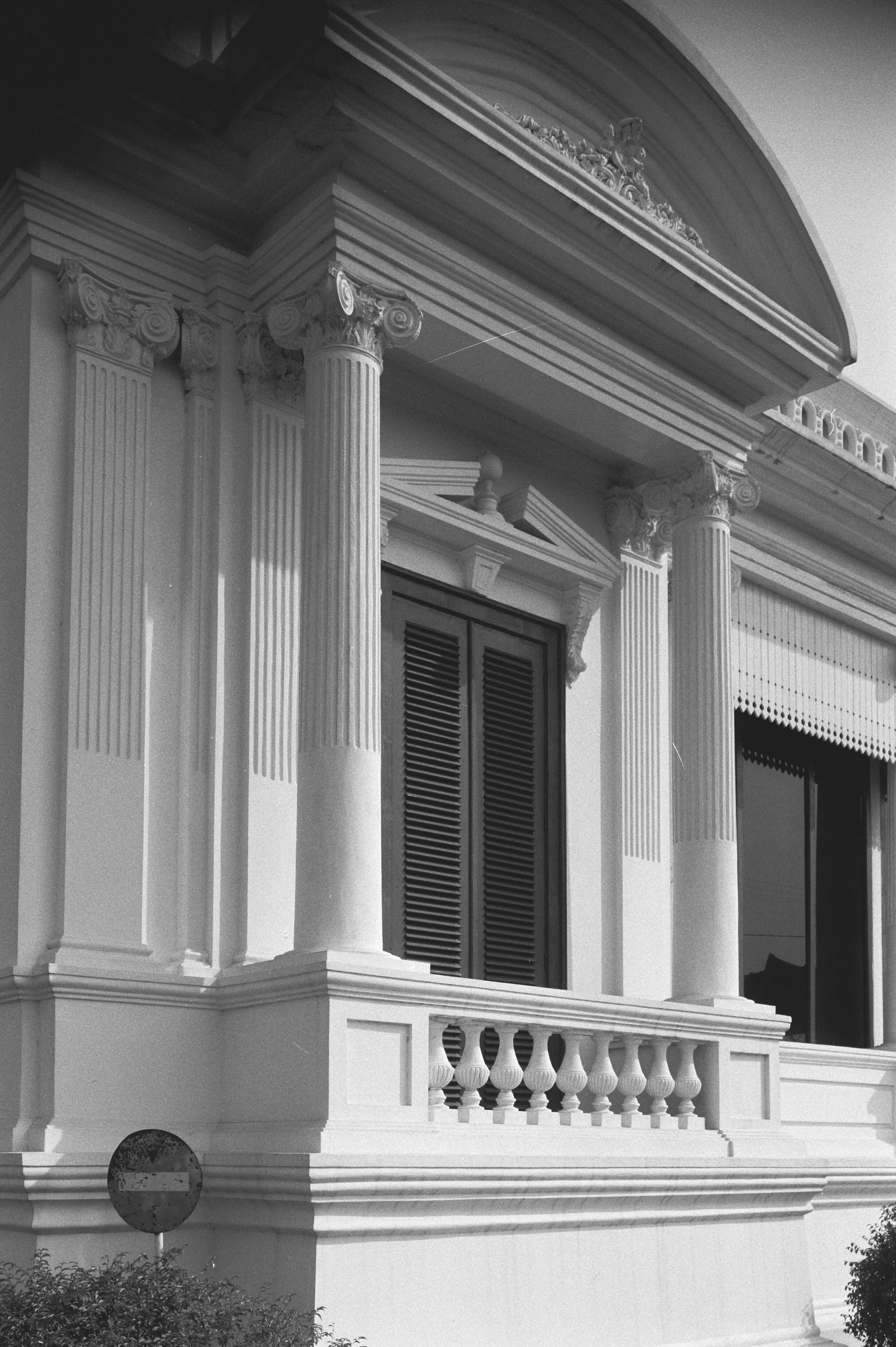
Détail d'un portique de l'ancien théâtre de Batavia construit en 1821.

- La ville haute (Weltevreden), où se trouvaient les maisons d'habitation, très larges, qui comportent généralement un étage. Ces quartiers étaient très aérés et très peu denses, puisque chaque maison disposait de vastes jardins.Détail d'un portique de l'ancien théâtre de Batavia construit en 1821.Le quartier chinois, proche des quartiers commerciaux, situé entre la ville haute et la ville basse[2].

Les villes basse et haute étaient reliés au début du XXe siècle par des tramways à vapeur et des tramways électriques, et des canaux étaient creusés le long des avenues principales, bordées de maisons occupées par les colons. Les indigènes étaient relégués dans des quartiers périphériques, nommés kampongs. Ces canaux servaient au transport de marchandise et comme lieu de baignade pour les indigènes.
Les édifices publics les plus importants construits par les néerlandais étaient le musée de l'Association batave au Koningsplein (la place royale), les églises, le théâtre ainsi que les cercles Harmonie et Concordia, comportant des salles de lecture, de concert et de conversation. Le Palais du gouverneur général était situé à 40 kilomètres au Sud de Batavia, à Buitenzorg.
Batavia est située au centre d'une région marécageuse, les canaux qui la traversaient étaient par ailleurs difficiles à entretenir en raison du climat, qui rendait leur eau croupissante. De nombreux travaux d'assainissement ont été réalisés par les néerlandais afin de remédier à l'insalubrité de la ville. La ville javanaise (ville basse) était constituée de quartiers très denses aux rues étroites et sales, qui ont été réaménagés à partir de 1808 (un grand nombre de maisons ont alors été démolies, les fortifications et la citadelle ont également été rasées). 
Soerabaja, également située sur l'île de Java, était, au début du XXe siècle, une grande ville mais moins peuplée que Batavia. Les néerlandais y avaient construit dans la vieille ville un ensemble commercial (composé d'un grand établissement de marine, d'ateliers, de magasins) bordé de maisons bourgeoises et de cercles. Tout autour avaient été construites des maisons plus modestes, dans le style classique hollandais. Soerabaja était également constituée d'une ville basse et d'une ville haute, mais présentait plus d'unité que Batavia. Une grande rue traversait les quartiers européens, chinois, malais et arabes. Soerabaja était cernée d'une enceinte bastionnée et était défendue par une citadelle. Les quartiers périphériques étaient formés de constructions disséminées sur les grandes voies, mais se densifiaient le long des rues annexes, où habitaient des employés de commerce, des ouvriers de l'arsenal ou de la marine. Enfin, en campagne, de grandes maisons étaient occupées par de riches commerçants Européens.
Soerakarta, à Java, comprenait un quartier européen où se trouvaient le palais de la Résidence, l'église protestante, un théâtre, une mosquée, la caserne de la garde impériale et une école normale d'instituteurs. Au centre de la ville a été construit le Fort de Vastenburg, cerné d'un large fossé.

#### Caractéristiques architecturales

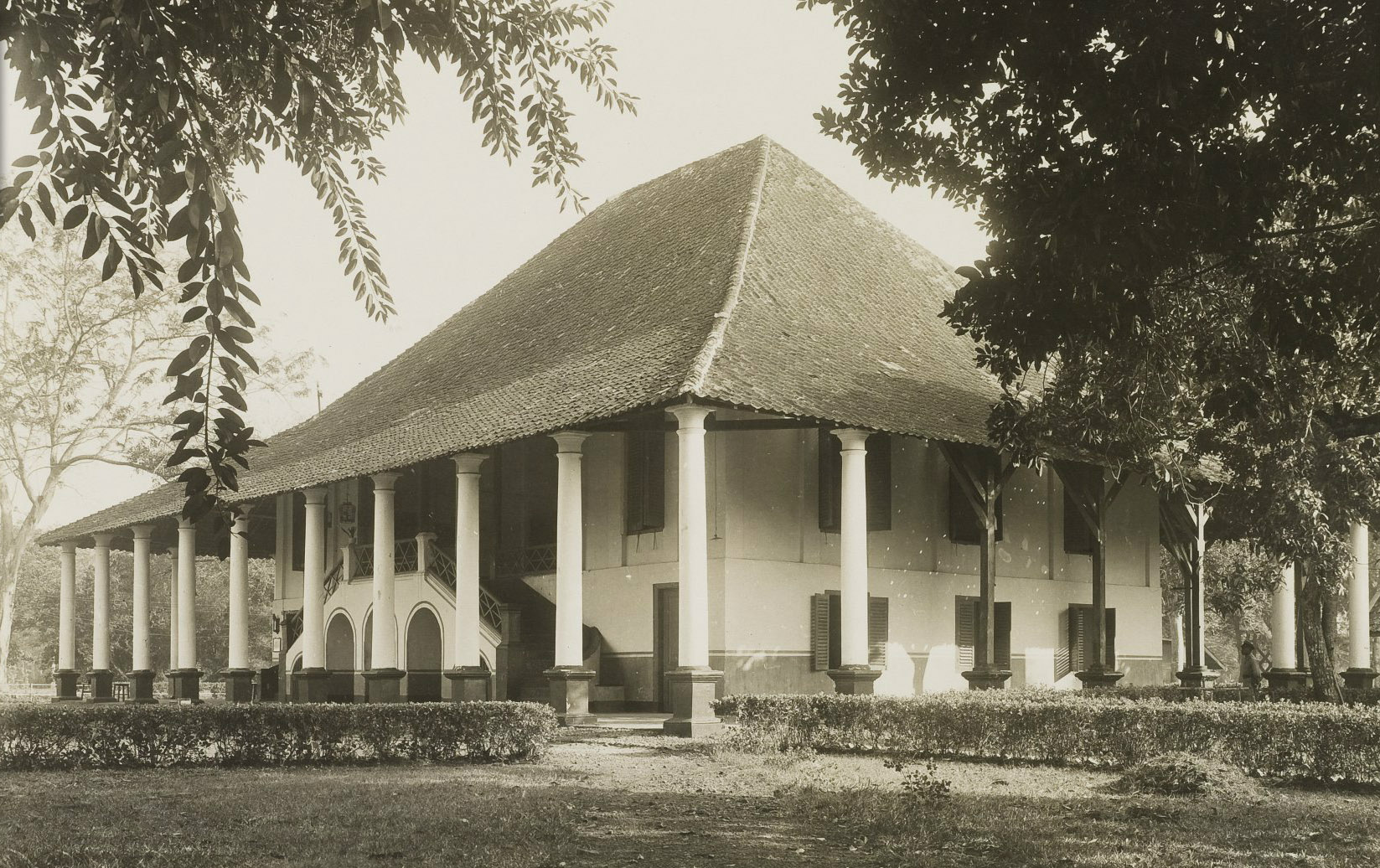
La maison néerlandaise Rumah Cililitan Besar, construite vers 1775 à Jakarta (ancienne Batavia).

Les premiers édifices construits par les colons néerlandais en Indonésie n'avaient subi pratiquement aucun changement par rapport aux modèles métropolitains. Seuls les murs enduits de plâtre indiquaient que l'environnement différait de celui des Pays-Bas, ainsi le fort Rotterdam construit à Makassar entre 1673 et 1679 est un fort typiquement hollandais, il en était de même pour les maisons qui comportaient de petites cours et étaient disposées de manière à recréer une ville néerlandaise traditionnelle, bien que le plan soit le plus souvent hippodamien. 
Les Néerlandais ont vite perçu l'intérêt d'adapter leur architecture à l'environnement contraignant d'Indonésie, très éprouvant pour les Européens. Ainsi, les maisons furent dotées de larges avant-toits, de vérandas, de galeries en portique et de grandes fenêtres afin de garantir une bonne ventilation. Les quartiers européens ont toujours été très aérés, et les terrains alentour assainis afin de prévenir la propagation de maladies tropicales. Ces arrangements et ces travaux sont entrepris dès le XVIIIe siècle, des caractéristiques architecturales vernaculaires locales sont également intégrées aux maisons de campagnes qui étaient calquées au départ sur des modèles hollandais. Ces maisons comportaient deux étages, disposaient d'un toit en croupe à l'européenne, étaient percées de hautes fenêtres et étaient entourées d'un vaste jardin dans lequel des dépendances pour les domestiques étaient construites. 

Les apports locaux sont assimilés à partir des années 1750 : les maisons construites à cette période possèdent un toit en surplomb afin de protéger le logis du soleil, la forme de ce toit est d'ailleurs empruntée aux demeures nobles locales, car le statut social s'affichait dans la culture javanaise par la forme et l'importance du toit. L'escalier est placé à l'extérieur pour accéder à l'étage, qui est percé d'un patio afin d'améliorer l'aération intérieure. 

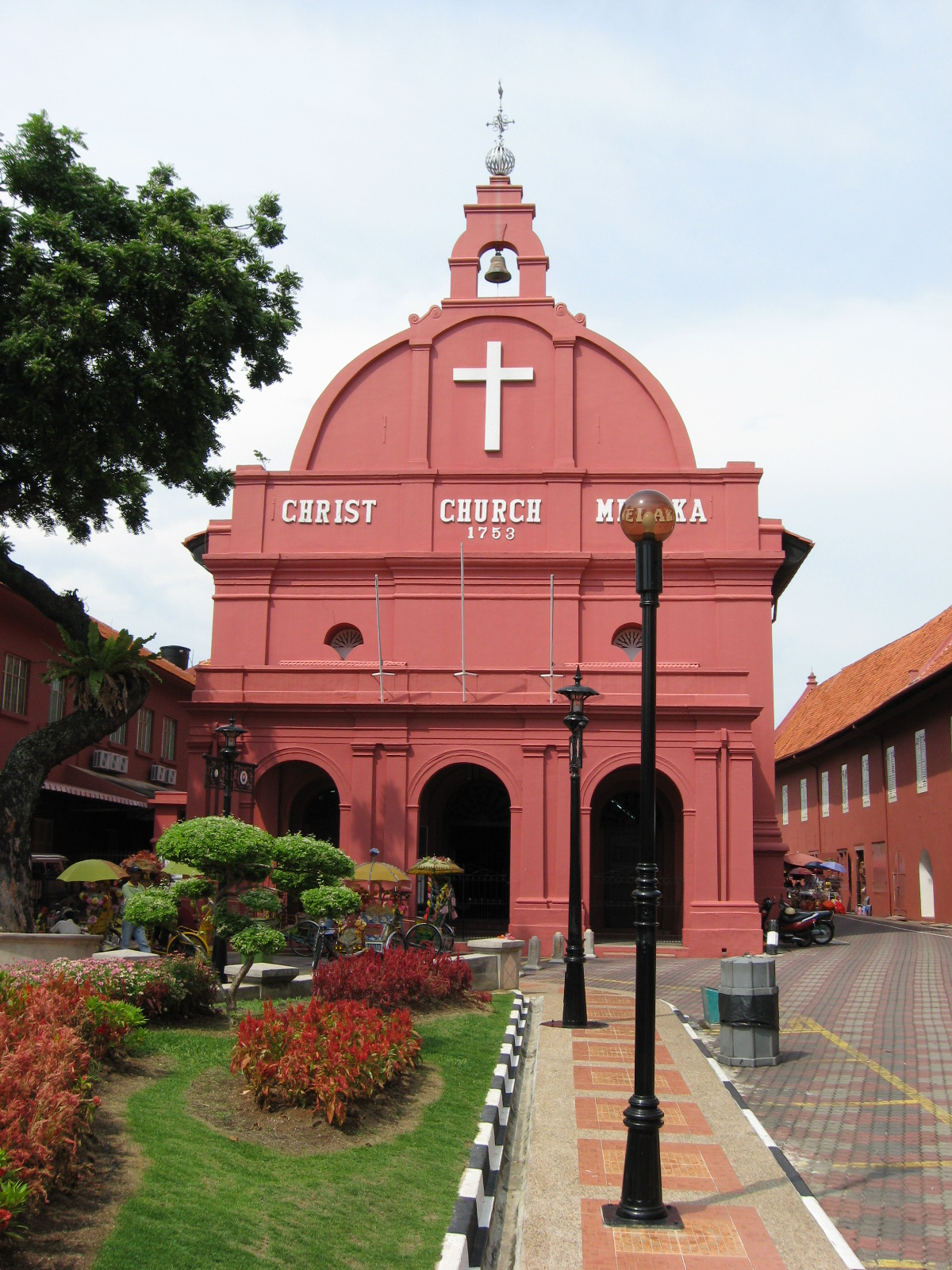
L'église Christ church construite en 1753 à Malacca.

La fusion complète entre les styles hollandais et vernaculaire javanais s'opérera à partir des années 1790, jusqu'aux années 1820 environ. Les maisons à un étage étaient alors cernées de vérandas et de galeries, ces dernières souvent formées par un portique d'architecture néo-classique surmonté d'un toit traditionnel javanais. L'architecture néo-classique tendra à prendre le pas sur le style hybride qui s'était formé à partir du XVIIIe siècle, bien qu'au fil du XIXe siècle les références à l'architecture traditionnelle néerlandaise seront de plus en plus présentes, jusqu'à ce qu'à partir du début du XXe siècle le style architectural javanais soit de nouveau employé dans les édifices coloniaux, surtout à des fins esthétiques.

### Malacca

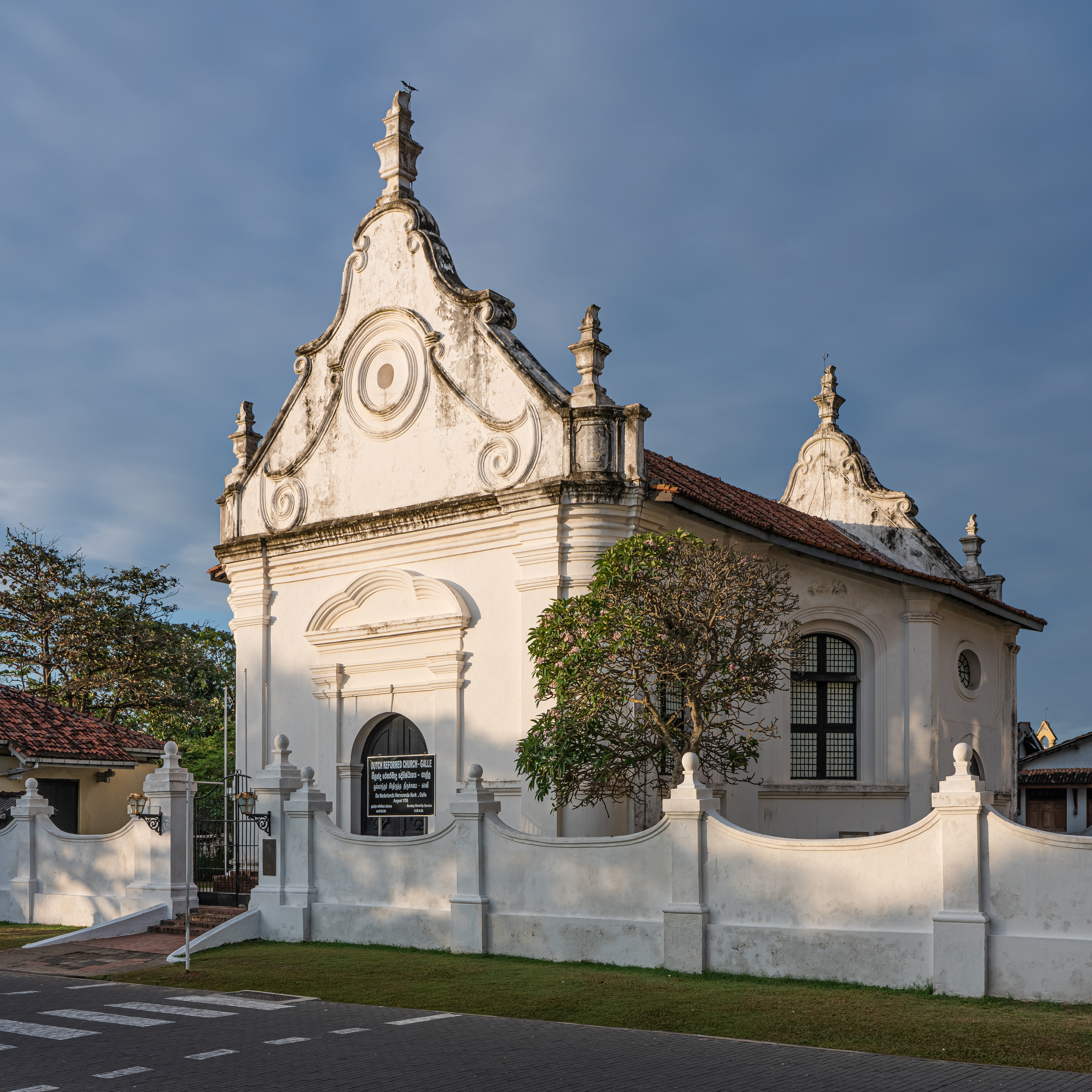
La Groot Kerk du fort de Galle, datant de 1755.

Malacca, en Malaisie, a été un territoire néerlandais de 1644 à 1824. Sa capitale éponyme recèle encore quelques d'édifices datant de la période coloniale néerlandaise dans le quartier du carré hollandais.  L'ancienne mairie de Malacca a été construite en 1650. Il s'agit du plus vieil édifice colonial construit par les Néerlandais, il comporte deux étages et s'inspire fortement de l'hôtel de ville de Hoorn, aujourd'hui disparu. L'église Christ Church, bâtie à proximité de la mairie en 1753, était une église réformée hollandaise, désormais anglicane. Construite en brique et revêtue de stuc, il s'agit de la plus ancienne église hollandaise construite en dehors des Pays-Bas qui n'ait pas été détruite. 

### Ceylan
Ceylan, aujourd'hui le Sri Lanka, a été une colonie néerlandaise de 1658 à 1796.
La ville de Galle a été fondée au XVIe siècle par les Portugais, mais s'est développée sous l'ère coloniale néerlandaise. Les colons y construisent alors les fortifications ainsi que son fort en 1663, composé de trois bastions, agrandi par la suite au XVIIIe siècle. Ce fort comportait notamment un hôtel construit entre 1684 et 1715 ainsi que la Groot Kerk, église réformée construite en 1755 dans un style proche du baroque fortement teinté d'influences néerlandaises du fait de la présence de pignons chantournés. Les façades sont revêtues de stuc, permettant une mouluration importante des façades.

## Afrique

### Colonie du Cap

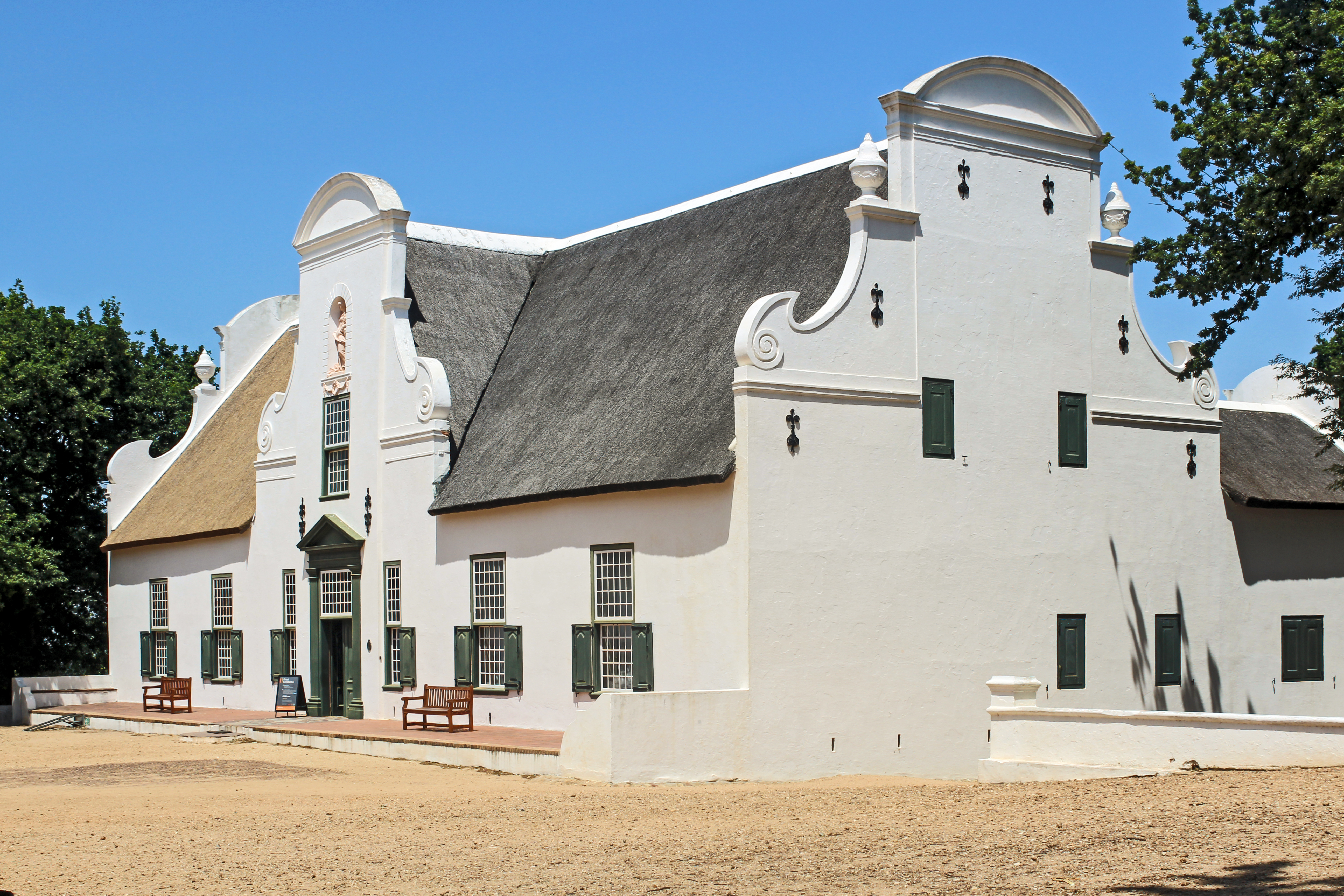
Manoir de Groot Constantia, construit en 1778 par l'architecte Louis Michel Thibault au Cap.

La colonie du Cap était un territoire néerlandais en Afrique du Sud depuis la fondation du Cap en 1652 jusqu'à sa cession aux Anglais en 1806. Les premières maisons construites par les Boers étaient très simples : elles ne comptaient qu'un étage, disposaient de trois pièces et les murs enduits de chaux étaient faits d'adobe ou de gravats, matériaux remplacés par la suite par de la brique cuite, le toit était couvert de chaume. Ce n'est qu'à partir du XVIIIe siècle que ces maisons commencèrent à être ornés de pignons à volutes du fait de la prospérité croissantes des villes et des fermes. À partir de 1750, et jusqu'à la fin du XVIIIe siècle, les colons adoptèrent un style proche du maniérisme évoluant vers le baroque pour décorés les pignons de leurs maisons. Les toits en chaume furent alors remplacés par des toits plats et aux pignons à volutes furent préférés les frontons à l'antique. Les maisons comportaient alors deux étages, et de nombreuses maisons hollandaises continuèrent à être construites au XIXe siècle au Cap.